# Cycle historique

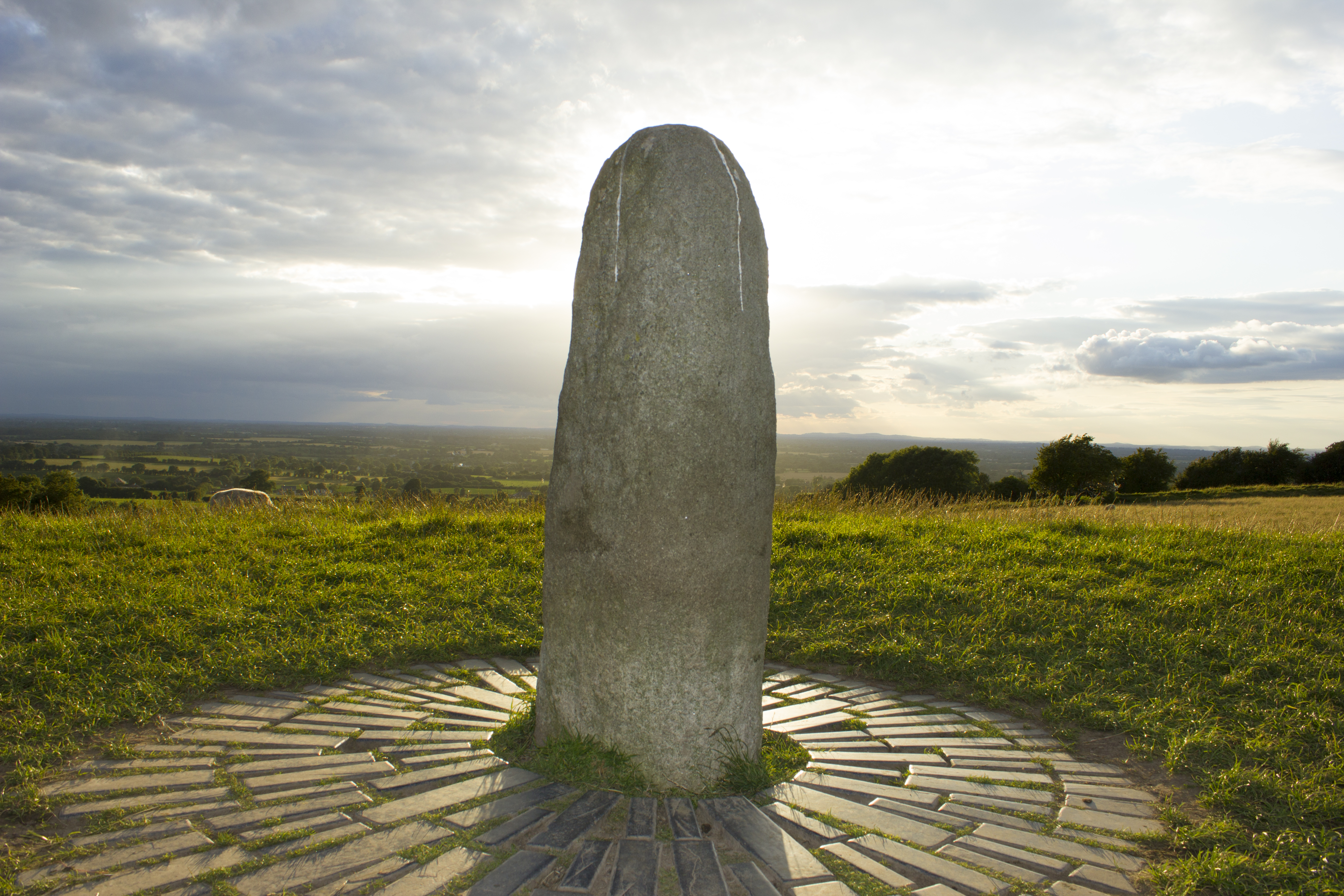
La Lia Fâil (Pierre du Destin), à Tara (Irlande), un site archéologique remontant à la période néolithique sur lequel s’est greffé le légendaire irlandais.

Le cycle historique, ou cycle des Rois, est le plus récent des quatre principaux cycles de la mythologie celtique irlandaise. Il est écrit en vieil et moyen irlandais. 
Il concerne des rois légendaire d'Irlande.